# Enar Frohlund
Johan Enar Ingemar Frohlund, född 20 februari 1901 i Malmö, död 13 november 1969 i Linköping, var en svensk lantmätare.
Frohlund, som var son till ingenjör Johan Frohlund och Sigrid Larsson, avlade studentexamen i Lund 1919 och lantmätarexamen 1925. Han var verksam som lantmätare 1925–1926, i brittiska regeringens tjänst som lantmätare i Tanganyikaterritoriet 1928–1939, blev mätningsingenjör i Linköpings stad 1939 och var stadsingenjör där från 1945. Han var ordförande i stadsfullmäktiges namnberedningskommitté från 1952. Han var president i Rotary Internationals klubb i Linköping 1956–1957 och ordförande i Anglo-Swedish Society 1946–1949.